# Silene cintrana
Silene cintrana é uma espécie de planta com flor pertencente à família Caryophyllaceae. Trata-se de uma espécie hemicriptófita cujos habitats preferenciais são zonas rochosas, dando-se a sua floração entre Maio e Junho.
A espécie foi descrita por Werner Hugo Paul Rothmaler e publicada em Bol. Soc. Brot. sér. 2, 13: 275. 1939 [1938-9 publ. 1939].
Encontra-se protegida por legislação portuguesa/da Comunidade Europeia, nomeadamente pelo Anexos II e IV da Directiva Habitats.
O número cromossómico na fase esporofítica é igual a 24.

## Distribuição
Trata-se de uma espécie endémica de Portugal Continental, da região Centro Oeste, mais especificamente da zona da Serra de Sintra e Cabo da Roca.

## Sinonímia
Segundo o The Plant List, esta espécie é sinónima de Silene longicilia (Brot.) Otth.
A Flora Digital de Portugal aponta a seguinte sinonímia:
- Silene longicilia (Brot.) Otth in DC. subsp. cintrana (Rothm.) Jeanm.

A Flora iberica indica a seguinte sinonímia:
- Silene hifacensis subsp. cintrana (Rothm.) Breistr.[8]
- Silene longicilia subsp. cintrana (Rothm.) Jeanm.[9]

O Euro+Med Plantbase indica ainda Cucubalus longicilius Brot. como sinónimo.